# (3566) Левитан
(3566) Левитан (лат. Levitan) — типичный астероид главного пояса, открыт 24 декабря 1979 года советским астрономом Людмилой Журавлёвой в Крымской астрофизической обсерватории и 19 октября 1994 года назван в честь русского художника Исаака Левитана.

## Обнаружение и именование
(3566) Левитан
Открыт 24 декабря 1979 года в Научном Л. В. Журавлёвой.
Назван в память об известном русском художнике-пейзажисте Исааке Ильиче Левитане (1860—1900).
Оригинальный текст (англ.)3566 Levitan
Discovered 1979-12-24 by Zhuravleva, L. at Nauchnyj.
Named in memory of Isaac Il'ich Levitan (1860—1900), a famous Russian landscape-painter.
Источники: DISCOVERY.DB; M.P.C. 24120.

## Орбита

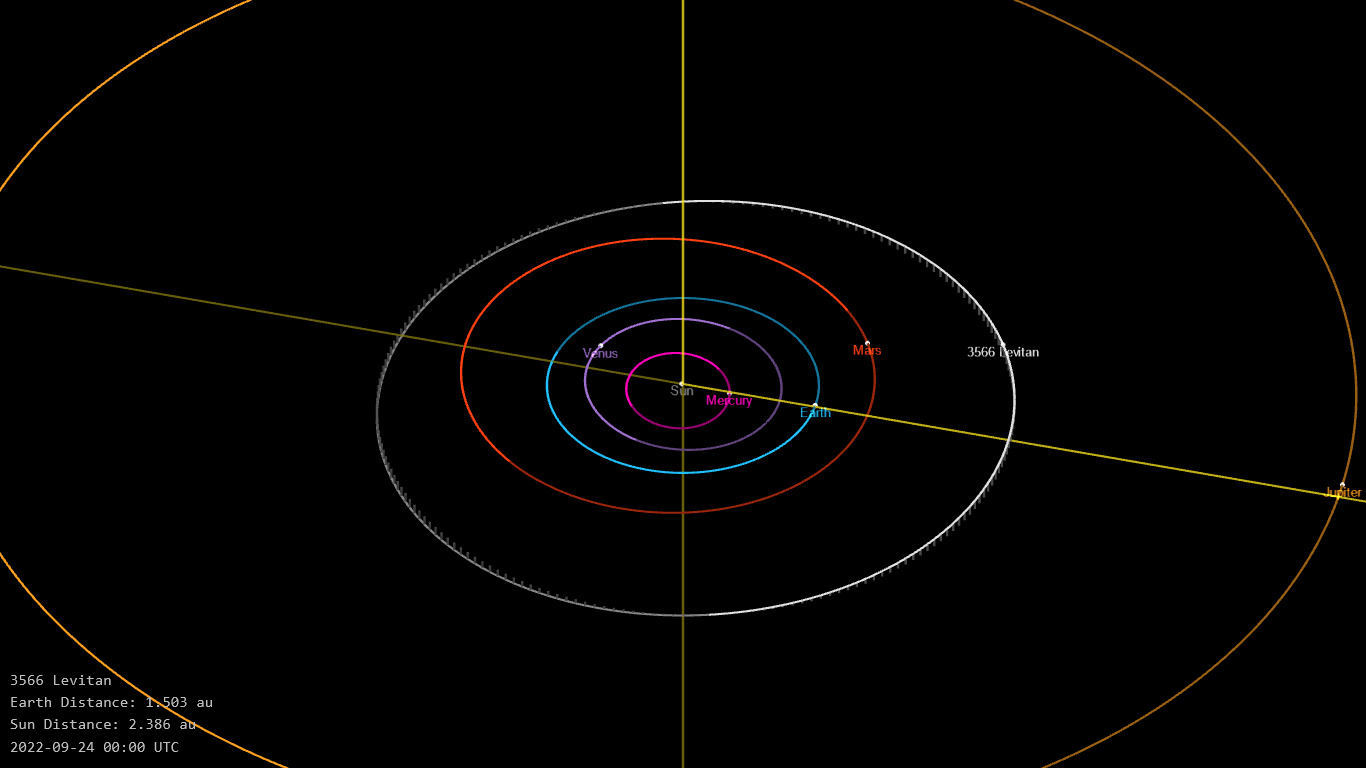
Орбита астероида Левитан и его положение в Солнечной системе

## Физические характеристики
Из результатов второго этапа спектроскопической съёмки малых астероидов главного пояса (Small Main-belt Asteroid Spectroscopic Survey, SMASSII) следует, что астероид относится к таксономическому классу B.
По результатам наблюдений в видимом и ближнем инфракрасном диапазоне космического телескопа NEOWISE и наблюдений в инфракрасном диапазоне спутника Akari диаметр астероида оценивался равным 14,765±0,251 км,
14,88±0,43 км, 14,±1, км, 12,44±3,58 км, 14,6±1,5 км, 12,06±0,95 км, 12,873±2,999 км, 13,09±3,93 км, 12,66±3,33 км и 11,39±3,36 км, 13,04±3,44 км и 11,53±2,95 км. Согласно тем же источникам альбедо оценивается как 0,0560±0,0141, 0,061±0,004, 0,07±0,01, 0,07±0,04, 0,06±0,01, 0,07±0,01, 0,0596±0,0310, 0,056±0,014, 0,061±0,055, 0,047±0,034 и 0,065±0,080, 0,042±0,025 и 0,050±0,029.